# Tipulamima flavifrons
Tipulamima flavifrons is een vlinder uit de familie wespvlinders (Sesiidae), onderfamilie Sesiinae.
Tipulamima flavifrons is voor het eerst wetenschappelijk beschreven door Holland in 1893. De soort komt voor in het Afrotropisch gebied.